# عشق سیلوی
عشق سیلوی (انگلیسی: Sylvie's Love) یک فیلم درام آمریکایی در سال ۲۰۲۰ به نویسندگی، کارگردانی و تهیه‌کنندگی یوجین آش است. در این فیلم بازیگرانی از جمله تسا تامپسون، رایان میشل بیث، رگه-جین پیج، آیا نائومی کینگ و اوا لونگوریا به ایفای نقش می‌پردازند.
اولین نمایش عشق سیلوی در جشنواره فیلم ساندنس در تاریخ ۲۷ ژانویه سال ۲۰۲۰ بود. این فیلم در تاریخ ۲۳ دسامبر سال ۲۰۲۰ توسط آمازون استودیوز توزیع شد.